# Windpark Borssele
Windpark Borssele (officieel Windenergiegebied Borssele) is een verzameling windmolenparken voor de kust van Zeeland. Via een aansluiting bij Borssele leveren de parken sinds april 2020 stroom aan het Nederlandse energienet. In totaal zijn er in het gebied 173 windmolens met een gezamenlijk vermogen van 1,5 gigawatt (GW).
Het windenergiegebied Borssele ligt buiten de 12-mijlszone op meer dan 24 kilometer van de kust van Zeeland tegen de grens met België en de daar gerealiseerde en geplande windparken. In het windenergiegebied zijn vijf concessies vergeven, van Borssele 1 tot en met Borssele 5. De concessies van het windpark werden vanaf 2016 aanbesteed. 
De naam is afgeleid van het dorp Borssele, de plaats waar het landstation voor de windparken zich bevindt is hemelsbreed ruim 50 kilometer ten zuidoosten van de windparken.

## Kavels I en II
Op 5 juli 2016 maakte minister Henk Kamp van Economische Zaken bekend dat Dong Energy de winnaar was van de SDE+ subsidie en de vergunning voor de kavels I en II van het windenergiegebied Borssele. Ørsted (voorheen DONG Energy) bracht van alle 38 biedingen het laagste en daarmee winnende bod uit. Het Deense energiebedrijf is bereid het project te doen voor een subsidie van 7,27 eurocent per kWh. Deze subsidie geldt voor maximaal 15 jaar, daarna ontvangt het bedrijf alleen de marktprijs.
De windparken (I en II) hebben een gezamenlijke capaciteit van 752 megawatt (MW). De windparken liggen in een ondiepe zee van maximaal 38 meter diep. Het hele gebied krijgt een oppervlakte van 138 km² en de wind waait hier met een gemiddelde snelheid van 9,5 m/s. Ørsted moet het park binnen vier jaar realiseren, met een maximale uitloop van een jaar. TenneT zorgt voor het transport naar het land.
In november 2017 maakte Ørsted bekend dat het windpark wordt voorzien van Siemens Gamesa Renewable Energy 8 MW turbines met een rotor van 167 meter. Ørsted heeft 94 turbines geplaatst, waarvan de laatste op 2 september is geplaatst, in november 2020 was het park volledig operationeel. De Sif Group uit Roermond heeft de opdracht gekregen voor de levering van de monopile funderingen en in 2019 geleverd.
In oktober 2018 werd bekend dat Van Oord en GeoSea het windpark zou gaan bouwen. In januari 2020 werd de eerste fundering van het park geplaatst. In april volgde de eerste turbine, en op 29 april 2020 is de eerste elektriciteit geleverd aan het Nederlandse netwerk.
In april 2021 werd bekend dat Ørsted de helft van zijn belang in windpark Borssele I & II verkoopt aan Norges Bank Investment Management. Het Deense bedrijf Ørsted ontvangt daarvoor € 1,375 miljard. In de zomer van 2021 is de transactie afgerond.

## Kavels III en IV
Op 12 december 2016 werd Borssele III en IV gegund aan Blauwwind, een consortium van Royal Dutch Shell, Van Oord, Eneco en Mitsubishi/DGE. Binnen het consortium coördineert Shell het project, Van Oord ontwerpt de fundaties en installeert de fundaties, kabels en turbines van de Deense fabrikant Vestas, Eneco neemt de energie af en Diamond Generating Europe (DGE), een energie-investeerder en dochter van het Japanse Mitsubishi Corporation, neemt de financiering voor haar rekening. Zij wonnen de tender voor de twee kavels met een lage subsidieaanvraag van 5,45 cent per kWh of zo'n 0,3 miljard euro in totaal. Dit bedrag is exclusief de kosten voor aansluiting van de windparken op het elektriciteitsnet. De capaciteit van Borssele III en IV is in totaal 731,5 MW. In totaal zijn 26 biedingen ontvangen van 7 partijen/consortia.
In januari 2018 werd bekend dat het Zwitserse Partners Group een belang neemt van 45% in de ‘Blauwwind’-windparken Borssele III en IV. De consortiumpartners Shell, Eneco en DGE halveren hun aandelenbelang, terwijl Van Oord haar aandeel van 10% behoudt. De partners Group is geen onbekende met wind op zee- en wind op land- projecten over de hele wereld. Shell en Eneco zullen ieder een helft van de toekomstige energieproductie van Borssele III en IV afnemen. Het gaat naar verwachting om ongeveer 3000 GWh per jaar, equivalent aan elektriciteitsverbruik van 825.000 huishoudens.
Eind juni 2018 kwam voor deze parken de financiering rond. Blauwwind kan nu beginnen met de bouw en inbedrijfstelling van 77 windturbines van het type MHI Vestas V164 9,5 MW. De eerste fundering werd in oktober 2019 geplaatst en in april 2020 volgde de laatste fundering, de laatste turbine is op 26 november 2020 geïnstalleerd. Op 18 februari 2021 werd het windpark officieel overgedragen en is daarmee volledig operationeel.

## Kavel V
Borssele V is bedoeld als innovatiegebied waar nieuwe technieken uitgeprobeerd kunnen worden. Er zijn twee nieuwe Vestas-turbines geplaatst, samen goed voor 19 MW, door het consortium Two Towers, bestaande uit Van Oord, Investri Offshore en Green Giraffe. Vanaf 25 februari 2021 is het windpark Borssele V volledig operationeel en wordt beheerd door Eneco. In juli 2022 verkocht het consortium het belang in Borsele V aan Octopus Energy Generation.

## Stroomvoorziening
TenneT plaatste op zee twee platforms (zogenaamde stopcontacten op zee) met de namen Alpha en Beta in de directe nabijheid van de windparken. De platformen worden ook wel aangeduid met de afkorting OHVS: Offshore High Voltage Substation. Het eerste platform werd in mei 2019 geplaatst en in september opgeleverd. Het tweede platform werd in maart 2020 uitgevaren en is op 30 juli 2020 opgeleverd. De platforms zijn aangesloten op twee kavels met windturbines, hebben een capaciteit van 700 MW en zijn elk met twee 220 kV-onderzeekabels met het vasteland verbonden. Het traject voor de kabels loopt via de Westerschelde naar het bestaande hoogspanningsstation in Borssele. De tracélengte van het landstation (Borssele) naar de transformatorstations op zee (de platformen) is 61 (Alpha) tot 68 (Beta) kilometer. De windmolens zelf zijn met 66 kV kabels op de transformatorstations aangesloten. Er is gekozen voor een hoger voltage dan de gebruikelijke 33 kV, waardoor er minder energieverlies zal optreden. Ook is er een 66 kV kabelverbinding tussen de platforms onderling, zodat er altijd een energievoorziening is en geen noodaggregaten op de platforms nodig zijn.

## Trivia
Het platform Borssele Alpha doet ook dienst als waarnemingstation voor wind, luchttemperatuur, golfhoogte  en waterhoogte.